# Carl Weinrother
Friedrich Carl August Weinrother (geb. 28. August 1925 in Berlin; gest. 17. März 1999 ebenda) war ein deutscher Pressefotograf. Bekannt geworden sind Weinrothers Fotos aus dem Alltagsleben der Nachkriegszeit in Deutschland aus Berlin und Kleve.

## Lebensweg
Friedrich Carl August Weinrother junior, genannt Peter, wurde am 28. August 1925 in Berlin als Sohn des Berliner Pressefotografen gleichen Namens geboren und wuchs in Berlin-Kreuzberg auf. 
Sein Vater, Friedrich Carl August Weinrother senior (geb. 18. Juli 1898; gest. 11. Januar 1976), arbeitete als Bildjournalist in Berlin, unter anderem für den Ullstein-Verlag.
Nach seinem Schulabschluss im Jahr 1942 begann Carl Weinrother junior ein Volontariat bei der Associated Press of America in der Berliner Zimmerstraße, wo er erste Berufserfahrungen sammelte. Weinrother wurde 1942 oder 1943 zum Reichsarbeitsdienst eingezogen; anschließend wurde er Soldat der deutschen Wehrmacht und war in Russland und in Luxemburg eingesetzt. Er geriet zunächst in amerikanische, später in französische Kriegsgefangenschaft. Erst im Oktober 1948 kehrte er nach Berlin zurück. Von 1949 bis 1952 arbeitete Weinrother als Bildjournalist beim Berliner Anzeiger und der Berliner Morgenpost. Bekannt geworden sind Weinrothers Fotos aus dem Berliner Alltagsleben der Jahre 1949 bis 1953. Weinrother fotografierte zwar auch bekannte Politiker wie Konrad Adenauer, Willy Brandt und Ernst Reuter, aber die meisten seiner Fotos zeigen gewöhnliche Menschen auf der Straße, in den Hinterhöfen oder in ihren Schrebergärten in verschiedenen Berliner Stadtteilen. 
1954 zog Weinrother nach Kleve um und arbeitete dort bis 1969 als freier Bildjournalist. In Kleve fotografierte er viele Jahre für die Lokalausgabe der Neuen Ruhr-Zeitung. 1993 oder 1994 kehrte er nach Berlin zurück, wo er am 17. März 1999 im Alter von 73 Jahren starb.
1949 kaufte das Stadtarchiv Berlin (West) Fotoabzüge von Carl Weinrother junior aus dessen Berliner Zeit an. Weinrothers fotografisches Werk aus seiner Zeit am Niederrhein ist in Kleve im Kreisarchiv verblieben.
Einige Fotos Weinrothers wurden in mehreren Fotobänden veröffentlicht.